# Cesare Augusto Corradini
Cesare Augusto Corradini (Roma, 1860 – Bari, 1932) è stato un architetto italiano.
Di origine romana, svolse la sua attività prevalentemente nel capoluogo pugliese. A Bari progettò il Palazzo Ingami-Scalvini (1924), il complesso della Fiera del Levante (1928-1930), la sede ex Fiat (1928, insieme all'ingegnere Francesco De Giglio) oggi sede della Facoltà di Lingue e Letterature Straniere dell'Università degli Studi di Bari Aldo Moro, realizzò pitture e decorazioni nel Palazzo Fizzarotti, redasse il primo progetto per la Casa del Fascio di Bari (non realizzato).
In Montenegro progettò varie opere per il Re Nicola I, tra cui il Palazzo del Governo (Vladin Dom) all'interno del Museo nazionale del Montenegro a Cettigne.